# فرودگاه شهری گاردنر (کانزاس)
فرودگاه شهری گاردنر (کانزاس) (به انگلیسی: Gardner Municipal Airport (Kansas)) یک فرودگاه همگانی بهره‌برداری هوایی است که یک باند فرود چمن دارد و طول باند آن ۶۵۷ متر است. این فرودگاه در کشور ایالات متحده آمریکا قرار دارد و در ارتفاع ۳۱۸ متری از سطح دریا واقع شده‌است.